# Parmain
Parmain är en kommun i departementet Val-d'Oise i regionen Île-de-France i norra Frankrike. Kommunen ligger i kantonen L'Isle-Adam som tillhör arrondissementet Pontoise. År 2022 hade Parmain 5 683 invånare.

## Befolkningsutveckling
Antalet invånare i kommunen Parmain
| Referens: INSEE |